# La Pobla Llarga
La Pobla Llarga è un comune spagnolo di 4 359 abitanti situato nella comunità autonoma Valenciana.